# Eriknäsbo
Eriknäsbo är en by i Bollnäs kommun belägen väster om Bollnäs i Bollnäs socken. Här finns motorstadion, skjutbanor och flera jordbruksföretag.

Kända personer från Eriknäsbo
Musikern Staffan Jonsson härstammar från Eriknäsbo.